# Baccharoides longipedunculata
Vernonia longipedunculata là một loài thực vật có hoa trong họ Cúc. Loài này được (De Wild.) Isawumi, El-Ghazaly & B.Nord. miêu tả khoa học đầu tiên năm 1996.